# The New Toronto
The New Toronto è un mixtape del cantante e rapper canadese Tory Lanez, pubblicato nel 2015.

## Tracce
1. Makaveli – 4:54
2. New Toronto – 2:37
3. Woods – 3:57
4. Other Side – 4:52
5. One Day – 3:45
6. Round Here (featuring Brittney Taylor) – 5:12
7. Kids from the West – 2:19
8. Lord Knows Pt. 2 – 4:15
9. Traphouse (featuring Nyce) – 4:17
10. Them Days – 3:08
11. Letter to the City – 1:36